# Okręty desantowe typu Rotterdam
Okręty desantowe typu Rotterdam to seria dużych okrętów desantowych-doków marynarki holenderskiej, zbudowanych w liczbie dwóch jednostek, w służbie od 1998 do chwili obecnej, a także nazwa głównego okrętu typu.

## Historia
Okręty desantowe-doki typu Rotterdam to pierwsze większe okręty desantowe Holandii. Przeznaczone są przede wszystkim do transportu sił szybkiego reagowania – Królewskiej Piechoty Morskiej, które wcześniej musiały być podczas manewrów przewożone okrętami innych państw NATO, przede wszystkim brytyjskimi. Do projektowania pierwszego okrętu „Rotterdam” przystąpiono w Holandii w 1984. W latach 90. połączono wysiłki konstrukcyjne z Hiszpanią, również planującą budowę okrętu tej klasy, ostatecznie jednak hiszpańskie jednostki – typ Galicia, różniły się konstrukcją, głównie napędem. Efektem prac był opracowany w 1993 i zamówiony 25 kwietnia 1994 duży okręt desantowy-dok „Rotterdam”, który wodowano w 1997, a wszedł do służby w 1998.  Dopiero w 2001 zaakceptowano budowę drugiej jednostki typu, „Johan de Witt”. Oba zbudowano w stoczni Koninklijke Schelde (Royal Shelde) we Vlissingen.

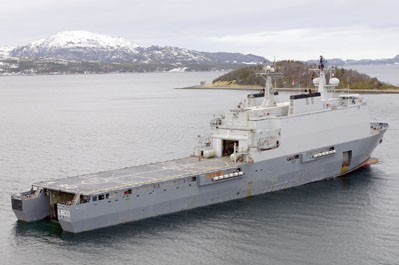
„Rotterdam” (źródło: Koninklijke Marine)

| Nazwa (numer)        | Położenie stępki | Wodowanie      | Wejście do służby |
| Rotterdam (L800)     | 25 stycznia 1994 | 22 lutego 1997 | 18 kwietnia 1998  |
| Johan de Witt (L801) | 18 czerwca 2003  | 13 maja 2006   | 30 listopada 2007 |

## Opis i przeznaczenie
Podstawowym zadaniem okrętów typu Rotterdam jest transport i desantowanie batalionu piechoty morskiej, za pomocą śmigłowców oraz barek desantowych, przewożących siły główne i sprzęt zmechanizowany. Okręty mają duże zdolności transportowe – jeden okręt może przewieźć aż 611 żołnierzy desantu i sprzęt bojowy w postaci np. 33 czołgów podstawowych Leopard 2 lub 90 transporterów opancerzonych lub 170 pojazdów. Na niewielkie odległości liczba zabieranych żołnierzy może być większa o 50-150 osób. Okręty mogą służyć też jako jednostki czysto transportowe. Dzięki bogato wyposażonym szpitalom okrętowym na 100 łóżek, z dwoma salami operacyjnymi, mogą także służyć jako jednostki szpitalne oraz do pokojowych misji humanitarnych. Mogą także pełnić funkcje zapasowych lądowisk dla śmigłowców zwalczania okrętów podwodnych (posiadają  zapas 30 torped dla nich).
W rufowej części okrętów znajduje się wewnętrzny dok, z opuszczaną furtą rufową (powierzchnia 750 m²). Może on pomieścić 6 małych barek desantowych holenderskiego typu Mk.III lub 4 brytyjskiego typu Mk.9B lub amerykańskiego LCM(8). W czasie załadunku lub wyładunku, dok napełniany jest wodą przy pomocy systemu zbiorników balastowych, zwiększających zanurzenie kadłuba. Cały dok jest zakryty pokładem śmigłowcowym o wymiarach 62 × 25 m, z dwoma stanowiskami startowymi. Sylwetka okrętów wyróżnia się przez masywną i wysoką nadbudówkę w części dziobowej, sięgającą do około połowy długości kadłuba. Mieści ona w tylnej części na dolnym piętrze hangar, który może pomieścić aż 6 średnich śmigłowców NH-90 lub 4 duże AW101 Merlin. Hangar o powierzchni 510 m² i pokład może też służyć jako dodatkowa przestrzeń transportowa. Zasadnicza przestrzeń transportowa w kadłubie na śródokręciu ma powierzchnię 1400 m²; załadunek odbywa się przez rampę doku lub furtę na prawej burcie. W operacjach załadunku pomaga dźwig o udźwigu 25 ton. Oprócz tego, okręty mają windę transportową o 25-tonowym udźwigu, między pokładem śmigłowcowym a ładownią. Nietypowym rozwiązaniem jest siłownia okrętów – spalinowo-elektryczna (silniki Diesla napędzają generatory, które dają prąd dla silników elektrycznych). Siłownia rozmieszczona jest w burtach po obu stronach doku.

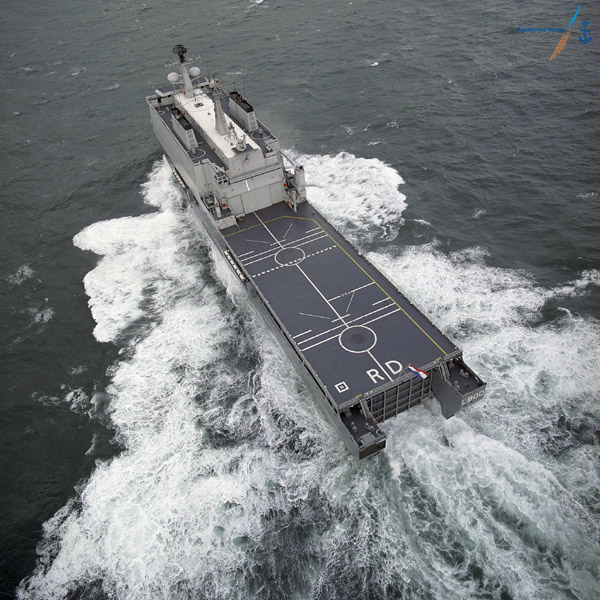
„Rotterdam” (widok pokładu śmigłowcowego i furty rufowej; źródło: Koninklijke Marine)

W budowie okrętów typu Rotterdam zastosowano w dużej mierze technologie cywilnego przemysłu stoczniowego, dla potanienia budowy.
Na bazie okrętów typu Rotterdam stocznia Koninklijke Schelde opracowała linię okrętów typu Enforcer, oferowaną na eksport w kilku wariantach różniących się wielkością, o ładowności od 3000 do 6000 ton.

## Wyposażenie elektroniczne
- 1 radar dozoru powietrznego i nawodnego Signaal DA08
- 1 radar dozoru nawodnego Kelvin Hughes(inne języki) ARPA
- 2 radary nawigacyjne
- system kierowania ogniem artylerii Signaal IR-SCAN
- systemy walki radioelektronicznej